# Kfar Giladi
Kfar Giladi (in ebraico כְּפַר גִּלְעָדִי‎?, "villaggio di Giladi") è un kibbutz israeliano, situato nella Valle di Hula, nel Distretto Settentrionale, in prossimità del confine con il Libano. È ricompreso nella giurisdizione del Consiglio regionale della Galilea settentrionale. Nel 2008, la popolazione ammontava a 499 abitanti.

## Storia
Fondato nel 1916 da membri dell'HaShomer su un'area di proprietà dell'Associazione di colonizzazione ebraica, è intitolato a Israel Giladi, uno dei fondatori dell'HaShomer.
Appartiene a Kfar Giladi anche l'insediamento di Tel Hai, nato autonomamente, ma ricompreso nel kibbutz a seguito dell'attacco arabo del 1º marzo 1920, nel quale rimasero uccisi otto ebrei (tra cui Iosif Trumpeldor).
Nel 2006, durante la guerra del Libano, un razzo Katyusha sparato da Hezbollah colpì Kfar Giladi, uccidendo 12 riservisti dell'esercito israeliano qui di stanza.

## Economia
L'economia del kibbutz si fonda sull'agricoltura (mele, avocadi, litchi, mais, cotone, grano e patate), sull'allevamento dei bovini e del pollame, nonché sull'itticoltura.
Sono presenti, altresì, un asilo nido e un hotel per i turisti.

## Archeologia

### Mausoleo Yad Ezechia – Giv'at ha-Shoqet
Nel 1961, J. Kaplan condusse uno scavo a Giv'at ha-Shoqet, una collina situata a sud-ovest dell'area edificata di Kfar Giladi, e rivelò un mausoleo con tre livelli di sepoltura. Il livello più alto, lo Strato I, conteneva un sarcofago vuoto su cui era inciso il nome ebraico Ezechia, indicando che apparteneva a un individuo ebreo. Kaplan propose che il mausoleo fosse stato costruito per ospitare questo sarcofago.
Lo strato sottostante, Stratum II, situato sotto il pavimento del mausoleo, conteneva sette tombe rettangolari, alcune caratterizzate da bare di piombo adornate con raffigurazioni come Ercole; uno di loro aveva un diadema d'oro e un braccialetto ornato di pietre semipreziose. Lo strato più basso (strato III) comprendeva un sarcofago in marmo appartenente a Eracleide.
Kaplan ha identificato due periodi di utilizzo: il primo (Strato I e III) risalente non oltre la dinastia dei Severi (192–235 d.C.), con sepolti Ezechia ed Eraclide, e il secondo (Strato II) con le sette tombe risalenti al 290–290 circa. 310 d.C.

## Galleria d'immagini

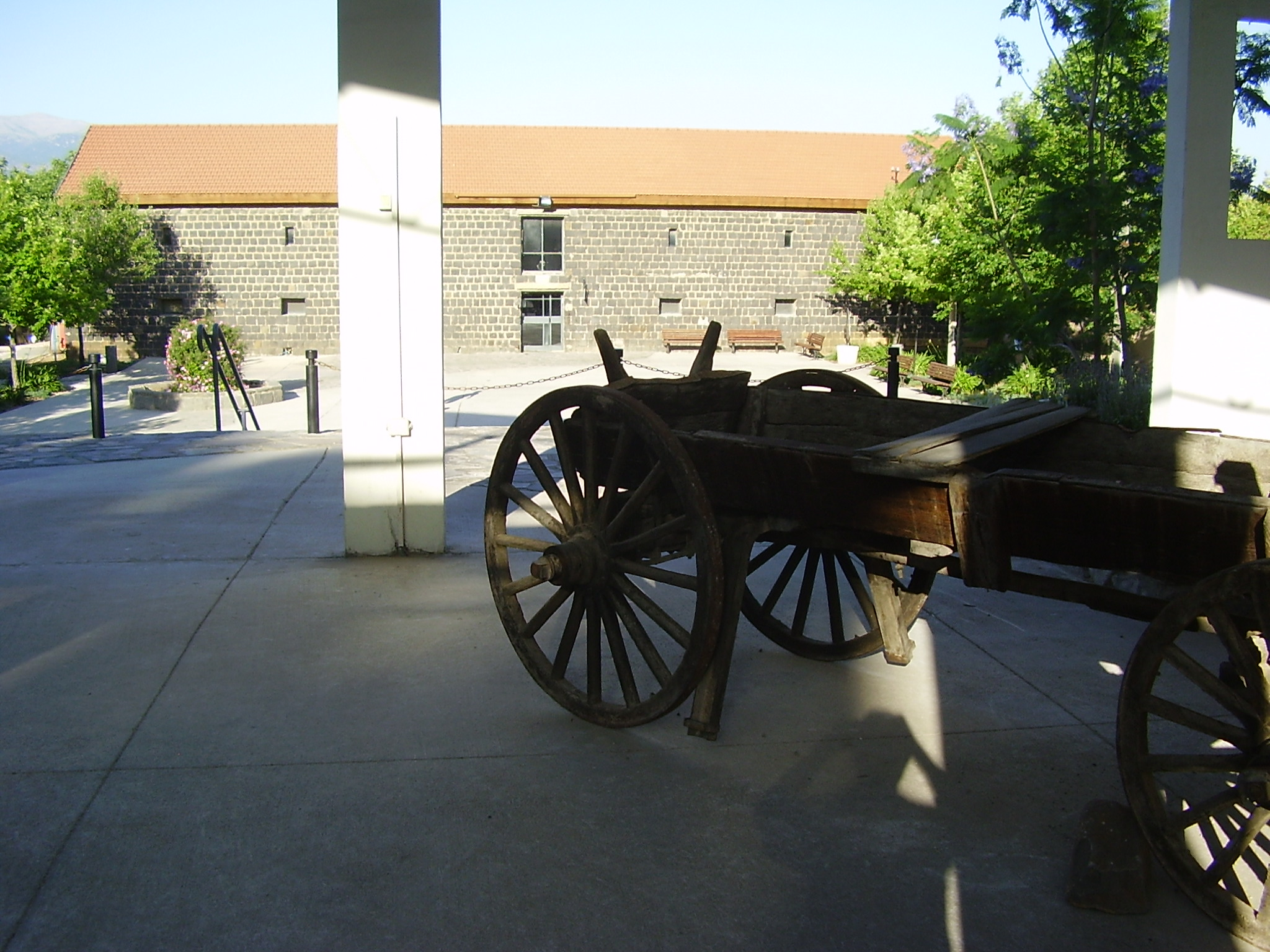
Il cortile del kibbutz.
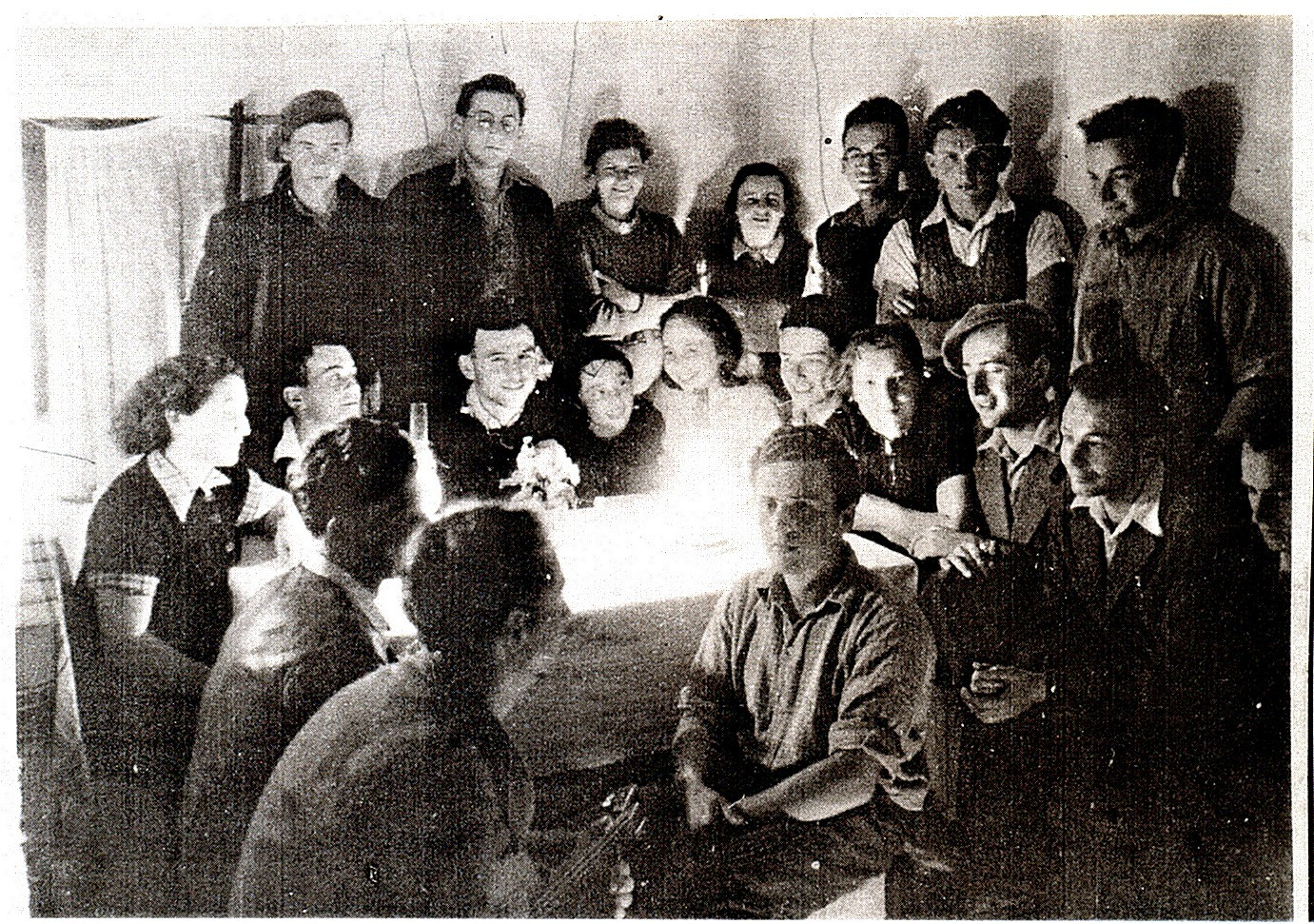
Giovani kibbutzikim nel 1939.
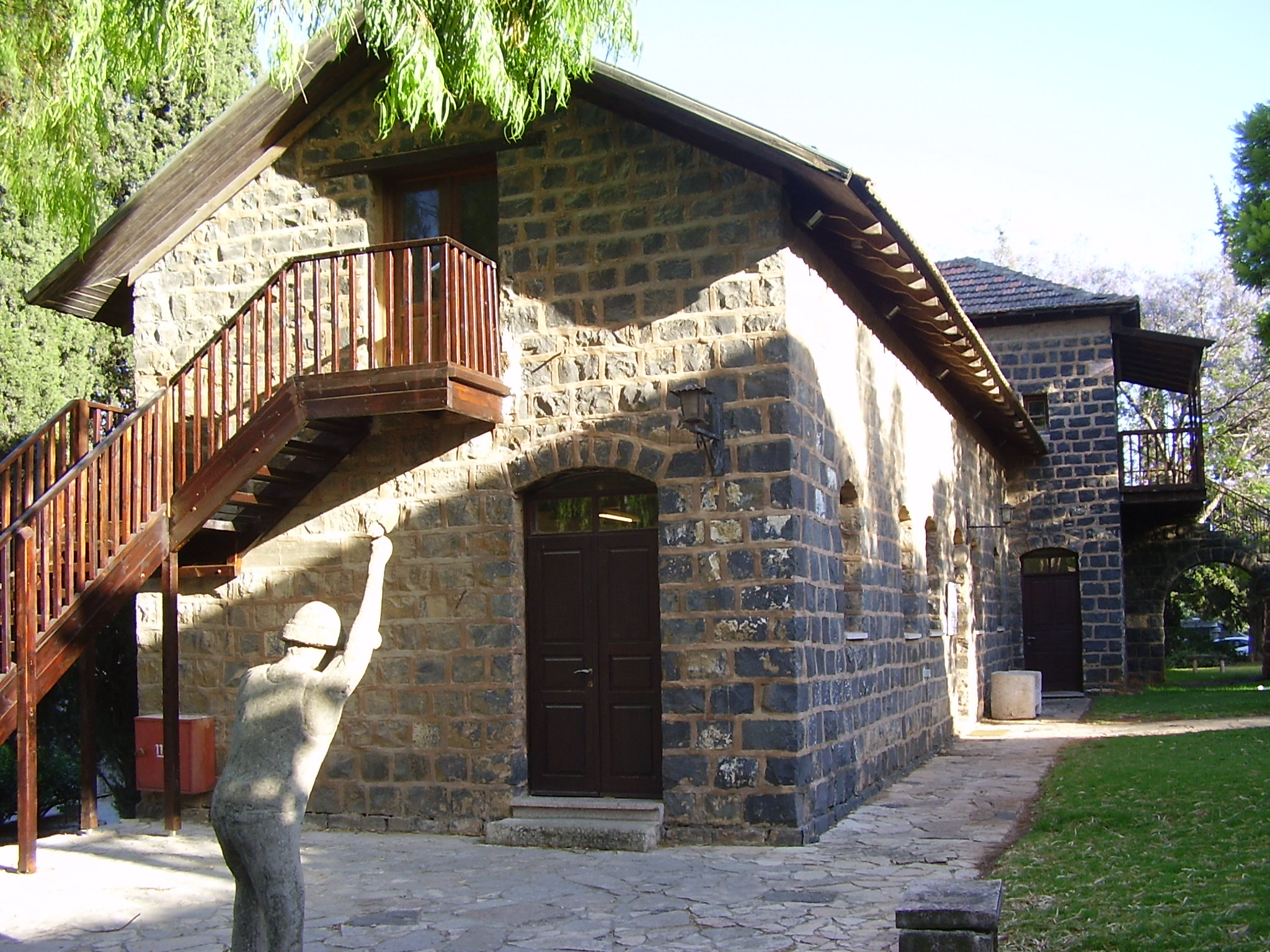
La casa dei fondatori.
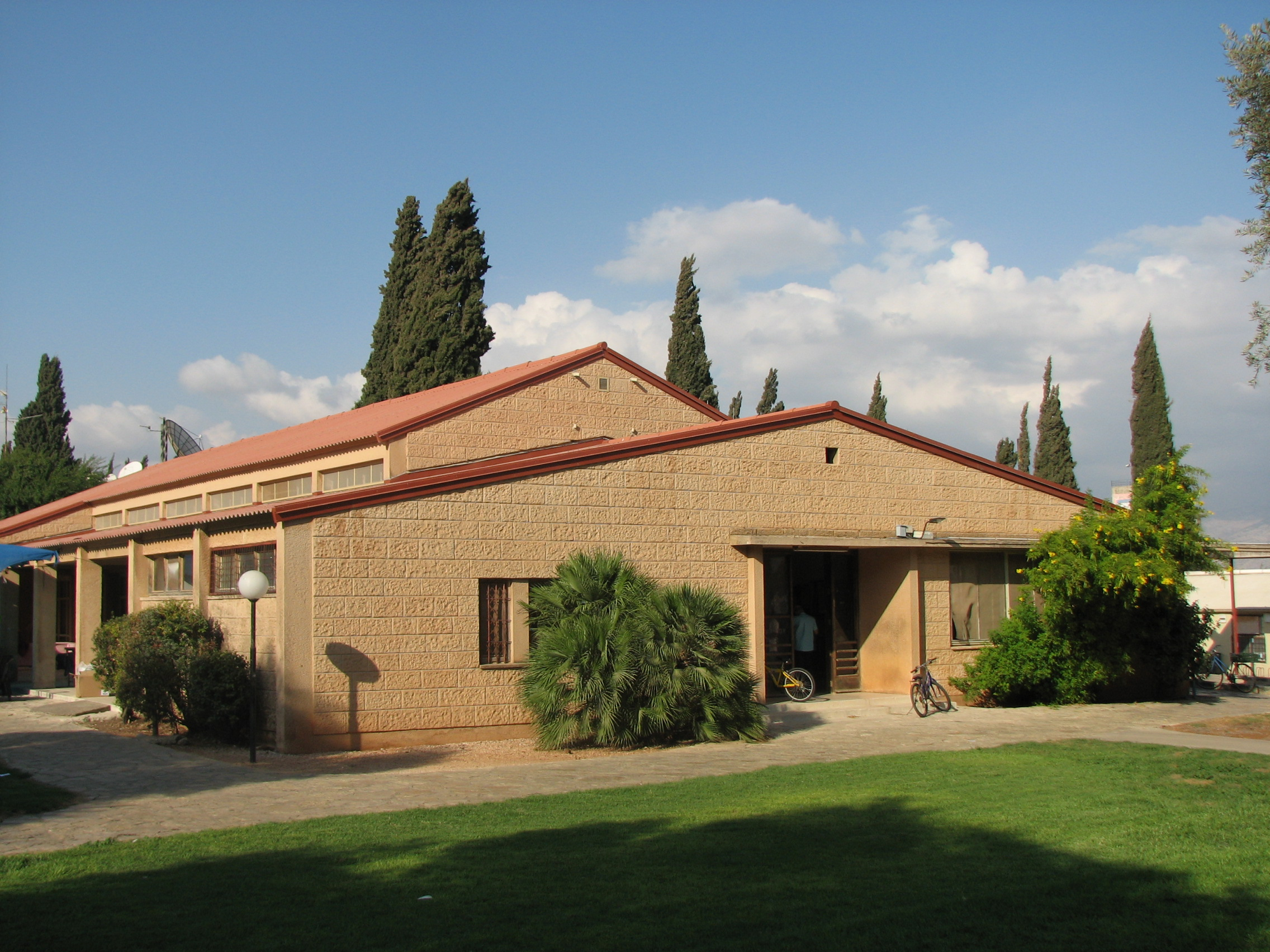
La vecchia mensa del kibbutz.
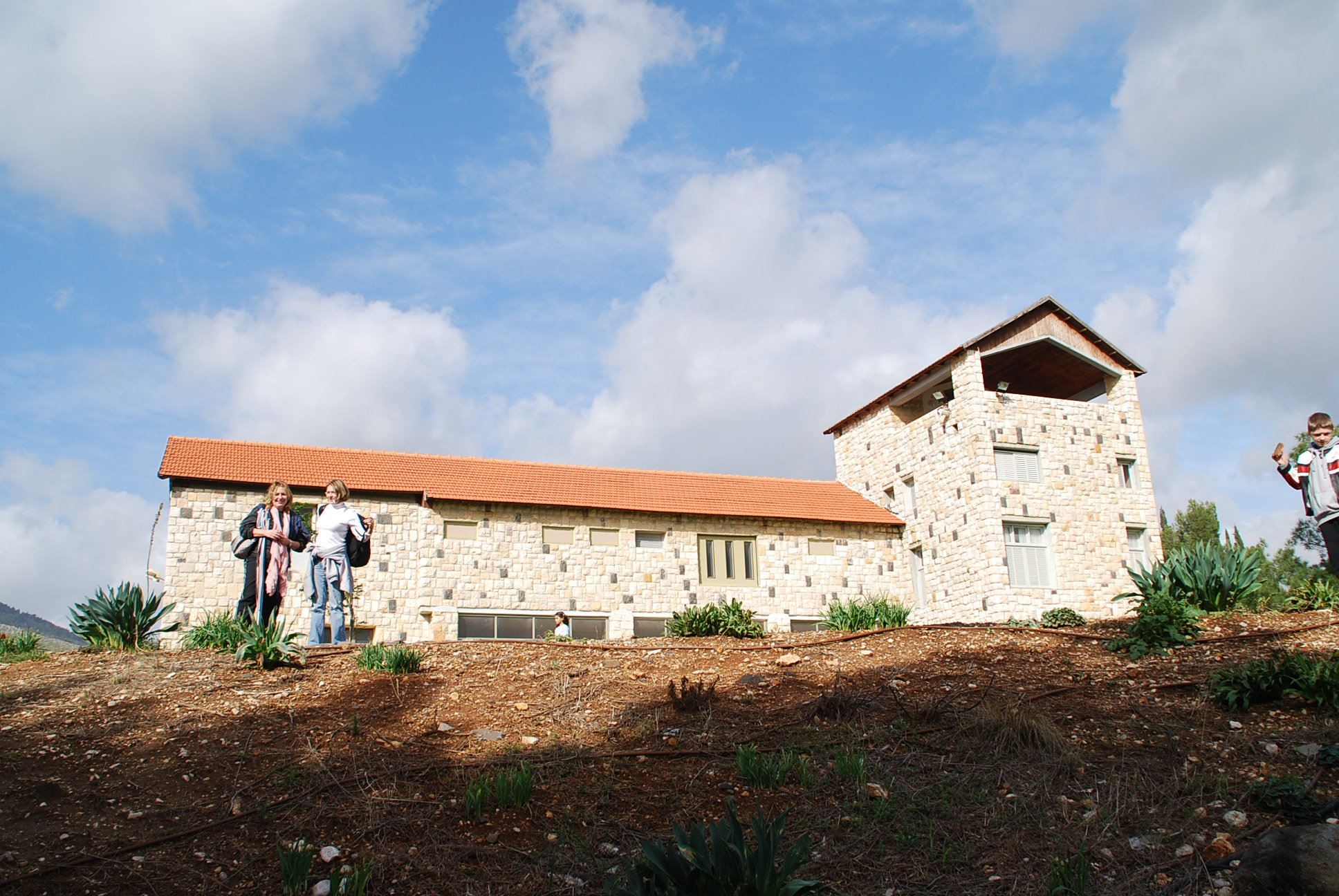
Il museo dell'HaShomer.
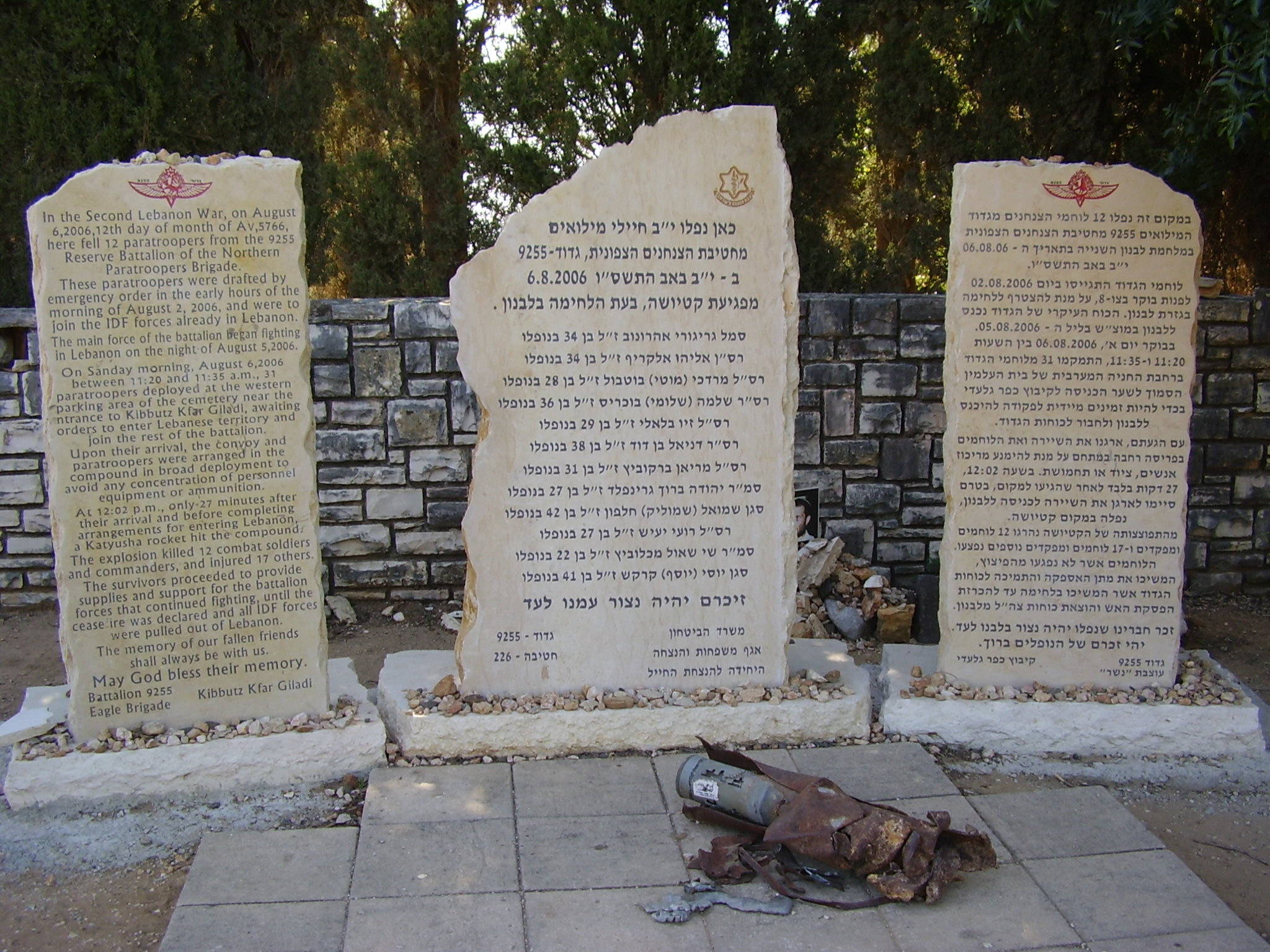
Memoriale dei 12 riservisti israeliani uccisi da Hezbollah nel 2006.
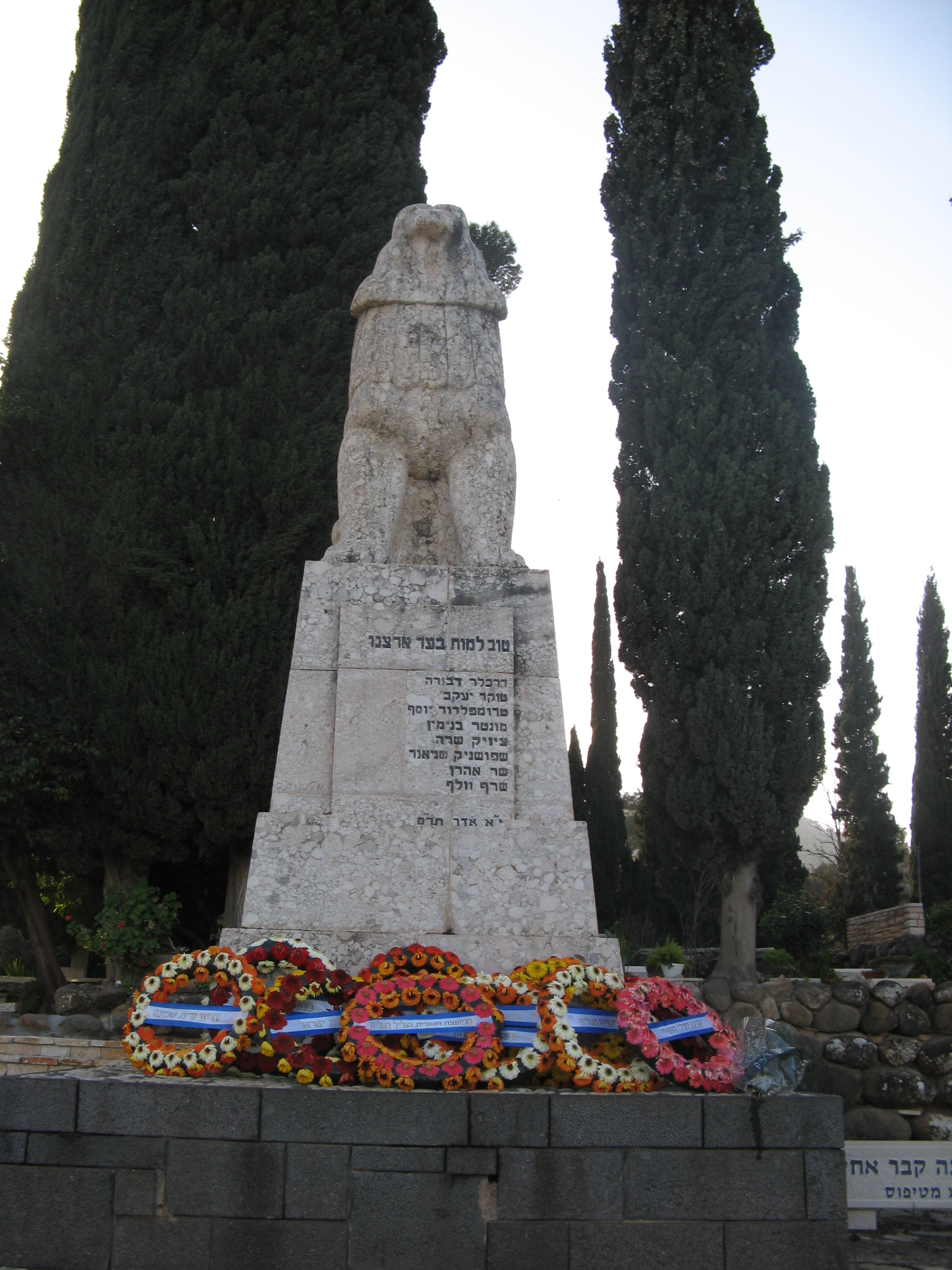
Monumento a Tel Hai dedicato agli 8 membri dell'HaShomer uccisi il 1º marzo 1920.
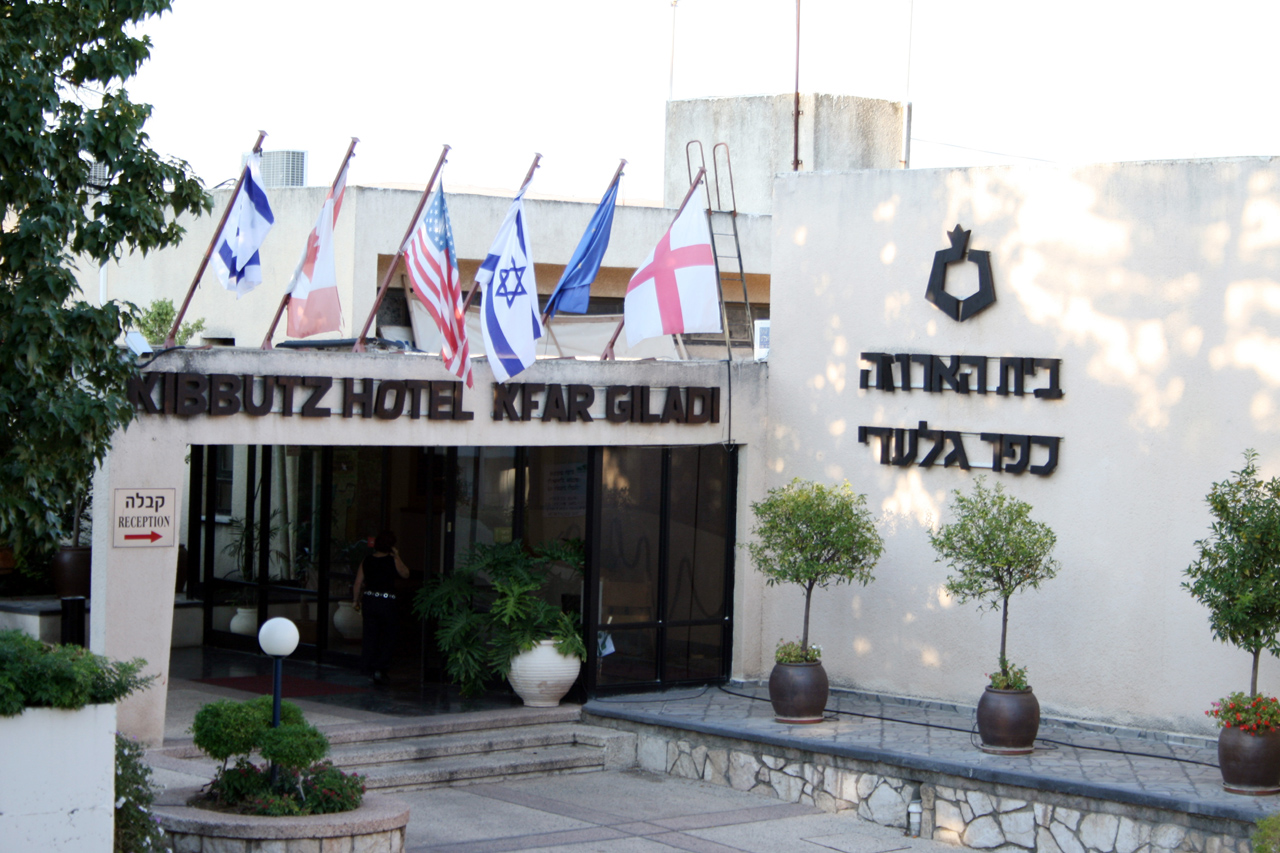
L'hotel del kibbutz.